# Жовтець отруйний
Жовтець отруйний (Ranunculus sceleratus) — вид рослин родини жовтецеві (Ranunculaceae), поширений у Європі, Азії, Північній Африці, Північній Америці.

## Опис
Однорічна трава 10–40 см заввишки. Стебло звичайно випростане, товстувате, порожнисте, рясно розгалужене, не вкорінене у вузлах, рифлене, голе або у верхній частині волосате. Листки чередуються, базальні листки довгочерешкові, стеблові листки від черешкових до безчерешкових. Листові пластини базальних листків ниркоподібні, м'ясисті, голі, блискучі, 3-часткові, частки далі 2–3-частково-зубчасті. Листові пластини стеблових листків 3-часткові, частки вузькі, найвище розташовані листові пластини безчастинкові, лінійно ланцетні, з цілими полями.
Суцвіття звичайно нещільне, рясноквіте. Квіти радіально симетричні, світло або зеленувато-жовті, 6–10 см упоперек, пелюсток 5, приблизно такої ж довжини, що й чашолистки. Чашолистків 5, волосаті, з мембранними полями. Тичинок багато. Маточок багато.

## Поширення
Поширений у Європі (уся крім Ісландії), Азії (помірна частина, Бутан, Індія (пн.), Непал, Пакистан), Африці (Алжир (пн.), Єгипет (пн.), Марокко, Туніс), Північній Америці (Канада, Сен-П'єр і Мікелон, США). Населяє водно-болотні угіддя або мілководні води, канави, калюжі, скельні басейни на пташиних скелях, прибережні пасовища, гноєві відвали, відходи брудної води, звалища.
В Україні зростає на багнистих луках, болотах і берегах водойм — на всій території звичайний, у Степу рідше, відсутній у високогір'ї Карпат; лікарська рослина.

## Отруйна дія
Має гострий смак і отруйна у всіх частинах рослина. Основними активними інгредієнтами є: ранункулін, анемонін і протоанемонін. Сіно може бути як нешкідливим, так і смертельним для тварин. Споживання тваринами може призвести до гастроентериту, геморагічного нефриту, конвульсій. Тільки надзвичайно велике споживання призводить до смерті через серцевий та дихальний параліч.

## Галерея

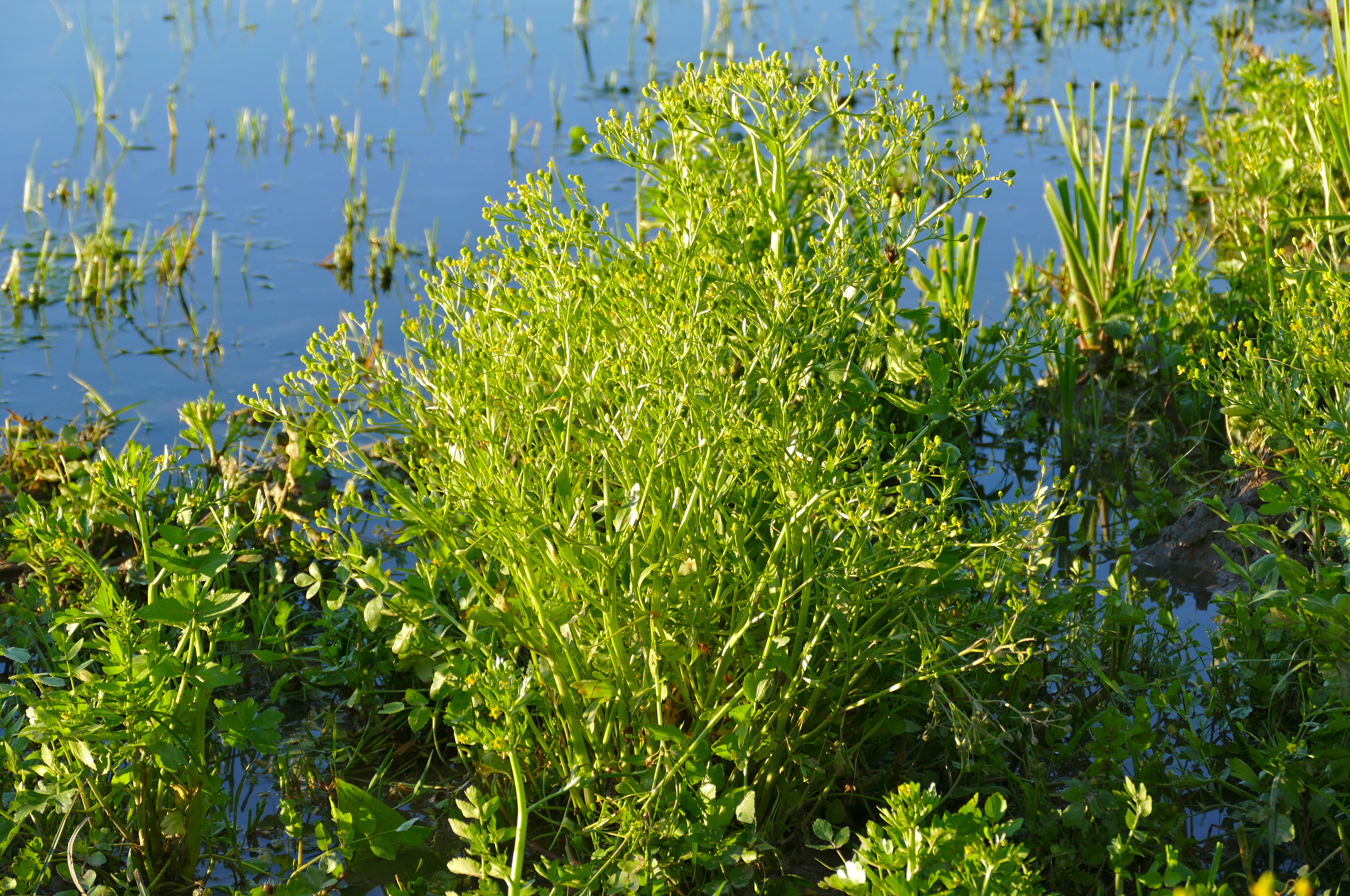
загальний вигляд
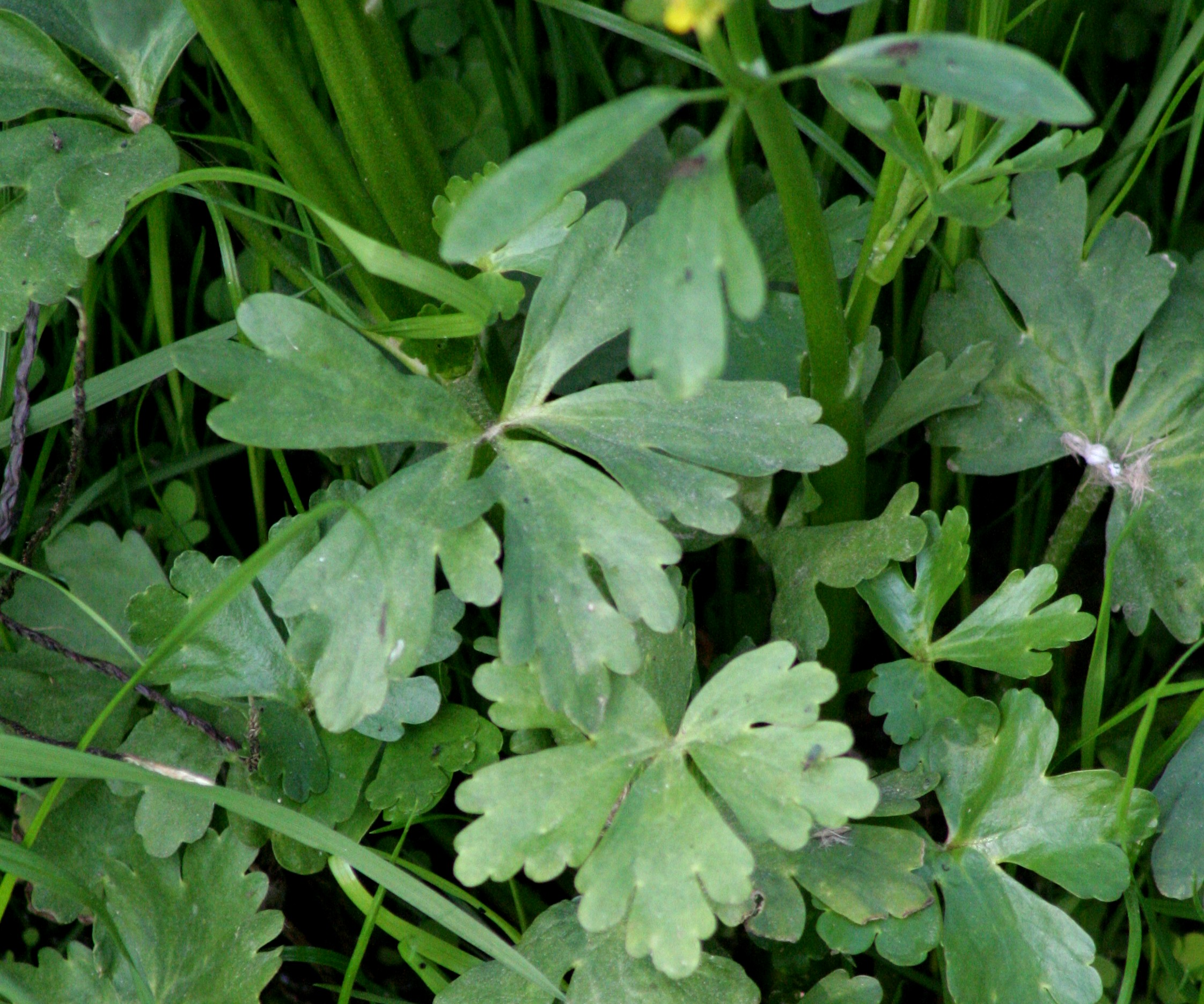
листя
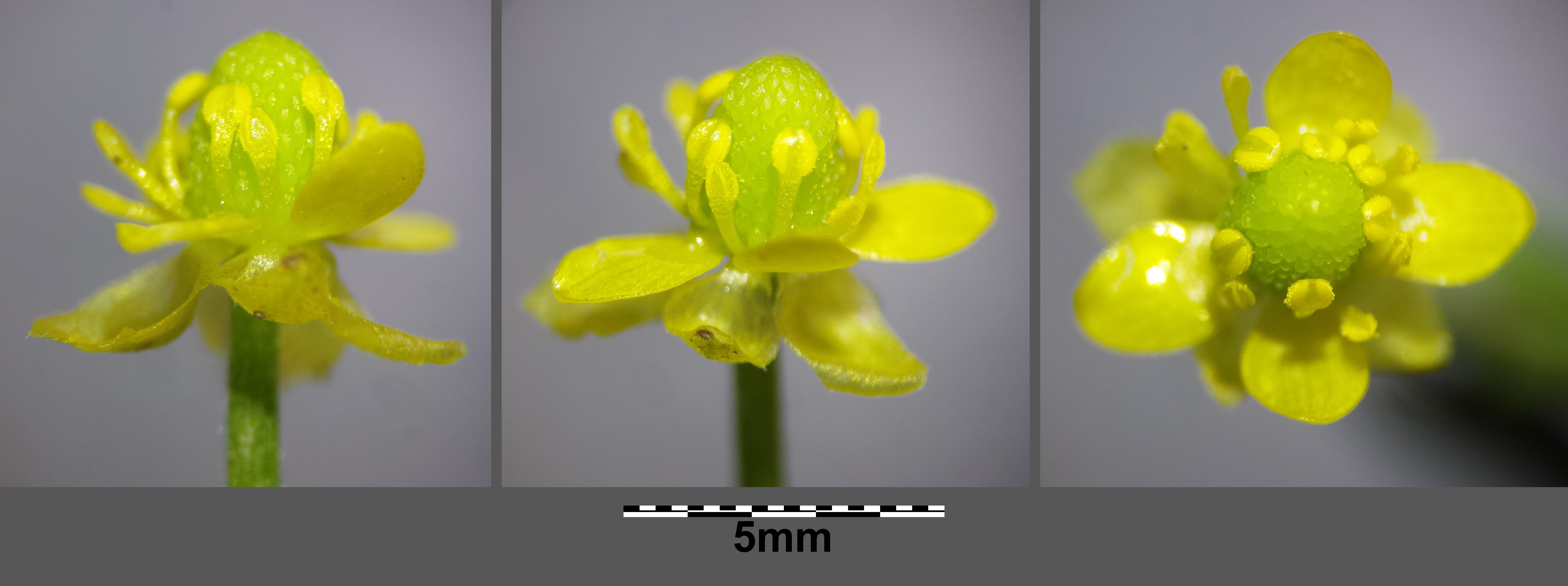
квітка
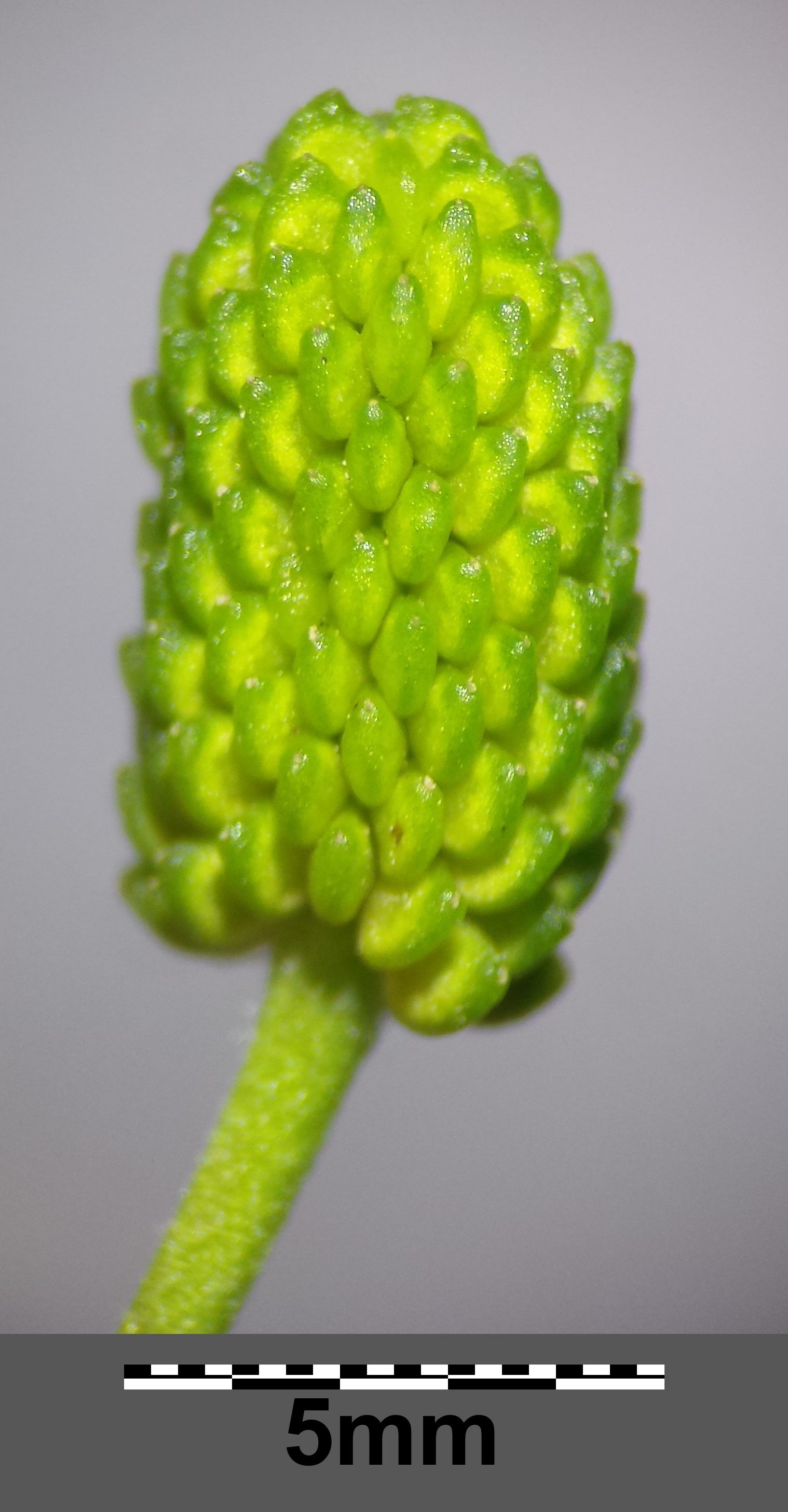
плід
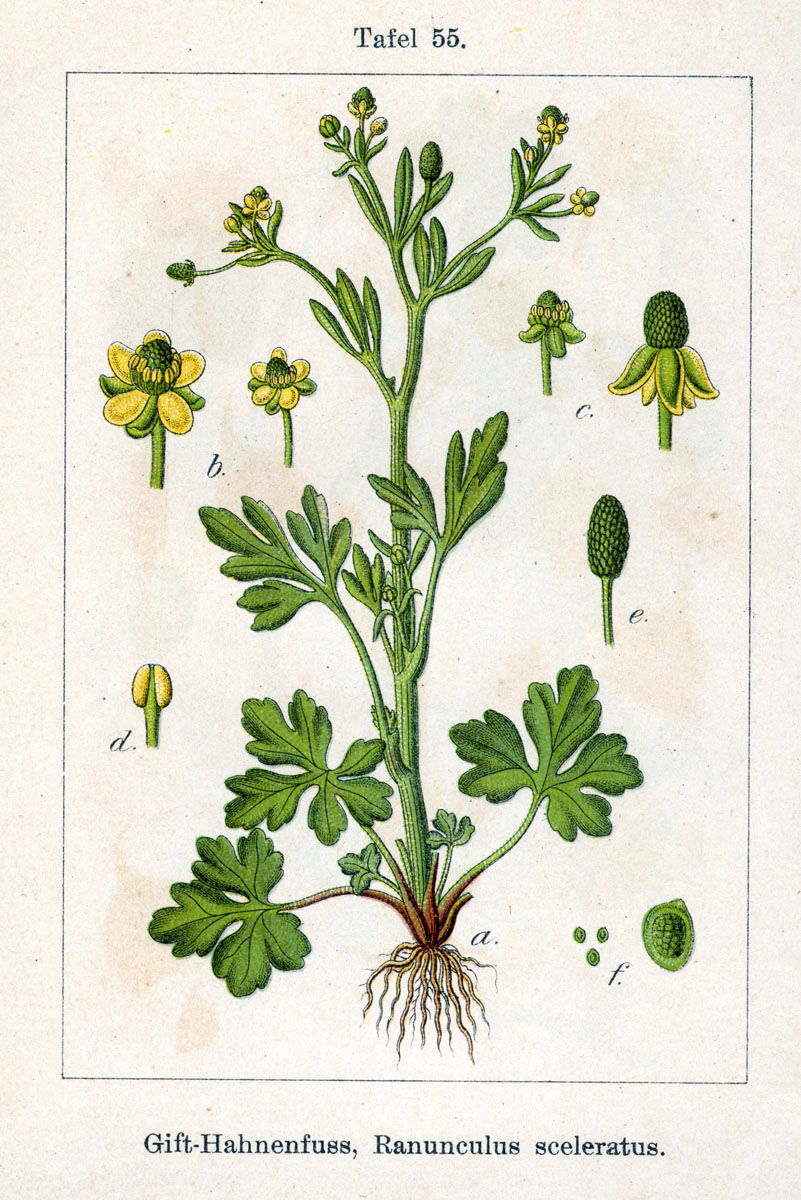
ілюстрація